# Waltalingen
Waltalingen är en ort i kommunen Stammheim i kantonen Zürich i Schweiz. Den ligger cirka 13,5 kilometer sydost om Schaffhausen. Orten har 311 invånare (2022).
Orten var före den 1 januari 2019 en egen kommun, men slogs då samman med kommunerna Oberstammheim och Unterstammheim till den nya kommunen Stammheim. Den tidigare kommunen omfattade även orten Guntalingen.